# Strike Vector
Strike Vector est un jeu vidéo de combat aérien développé et édité par Ragequit Corporation, sorti en 2014 sur Windows.

## Accueil
- Canard PC : 7/10[1]
- IGN : 7,7/10[2]
- Jeuxvideo.com : 17/20[3]